# 阿元
阿元（おもと、生卒年不詳），幕末的長崎藝妓。
據說是出生於肥前國漁師村茂木中。慶應年間，長崎亀山社中結成，在那與坂本龍馬相識，被後藤象二郎傳說是位奔放美艷的女性。龍馬之妻楢崎龍留下的交換書信資料中有著敘述與錦路（另一藝妓）皆是個見異思遷的藝者，關連不明。明治初年有了長崎藝妓的相關資料，其中有記載位「阿前」之名的女性二名被確認，但關聯性不明。

## 登場作品
- 蒼井優:NHK大河劇『龍馬傳』(2010年)

## 關聯項目
- 龍馬傳
- 龍馬來了